# Утиное (озеро, Северо-Казахстанская область)
Утиное (каз. Утиное) — озеро в Жамбылском районе Северо-Казахстанской области Казахстана. Находится в 3 км к северу от села Казанка.
По данным топографической съёмки 1940-х годов, площадь поверхности озера составляет 1,2 км². Наибольшая длина озера — 1,3 км, наибольшая ширина — 1,2 км. Длина береговой линии составляет 4,2 км, развитие береговой линии — 1,07. Озеро расположено на высоте 137,6 м над уровнем моря.
Озеро входит в перечень рыбохозяйственных водоёмов местного значения.